# Тихий дом (фильм)
«Тихий дом» (англ. Silent House) — американский независимый фильм ужасов режиссёров Криса Кентиса и Лоры Лау. Является ремейком уругвайского фильма «Немой дом» 2010 года. Мировая премьера состоялась на кинофестивале Сандэнс 21 января 2011 года. В кинотеатрах США фильм вышел 9 марта 2012 года.

## Сюжет
Отец с дочерью и его братом приезжают в свой старый дом, где не были уже много лет, чтобы отремонтировать его для продажи. Спустя некоторое время дядя уезжает в город, отец пропадает, а дочь начинает слышать непонятные звуки и видеть странные вещи, связанные с её не таким уж счастливым детством…

## В ролях
| Актёр               | Роль         |
| ------------------- | ------------ |
| Элизабет Олсен      | Сара         |
| Адам Трези          | Джон         |
| Эрик Шеффер Стивенс | дядя Питер   |
| Джулия Чан          | София        |
| Адам Барнетт        | Stalking Man |
| Хейли Мерфи         | девочка      |

## Критика
Фильм получил смешанные отзывы кинокритиков. На сайте Rotten Tomatoes фильм имеет рейтинг 43 % на основе 134 рецензий со средним баллом 5,2 из 10. На сайте Metacritic фильм имеет оценку 49 из 100 на основе 30 рецензий критиков, что соответствует статусу «смешанные или средние отзывы».